# Kony Ealy
Kony Ealy (* 21. Dezember 1991 in Morganton, North Carolina) ist ein US-amerikanischer American-Football-Spieler. Er spielte zuletzt bei den Toronto Argonauts in der Canadian Football League (CFL) auf der Position des Defensive Ends. Davor war er bereits bei Vereinen der NFL und der XFL unter Vertrag.

## Karriere

### College
Ealy, der während der Highschool auch Basketball spielte und Leichtathletik betrieb, besuchte die University of Missouri und spielte für deren Team, die Tigers, von 2011 bis 2013 erfolgreich College Football, wobei ihm insgesamt 96 Tackles und 13,5 Sacks gelangen.

### NFL

#### Carolina Panthers
Beim NFL Draft 2014 wurde er in der 2. Runde als insgesamt 60. Spieler von den Carolina Panthers ausgewählt und erhielt einen Vierjahresvertrag in der Höhe von 3,55 Millionen US-Dollar. In seiner Rookiesaison kam er in 15 von 16 Spielen zum Einsatz.
In der Saison 2015 erreichte er mit den Panthers den Super Bowl 50, wo ihm auch seine erste Interception gelang. Dennoch ging das Spiel gegen die Denver Broncos verloren.

#### New England Patriots
Am 10. März 2017 wurde er von den Panthers im Tausch gegen einen früheren Pick im NFL Draft 2017 zu den New England Patriots getraded. Aber noch vor Beginn der Regular Season wurde er bereits wieder entlassen.

#### New York Jets
Nur einen Tag später wurde er von den New York Jets unter Vertrag genommen. In 15 Spielen gelangen ihm 11 Tackles, neun Passverteidigungen und eine Interception.

#### Dallas Cowboys
Im April 2018 wechselte Ealy zu den Dallas Cowboys, schaffte es aber nicht für die Regular Season in die Mannschaft übernommen zu werden.

#### Oakland Raiders
Am 5. November 2018 gaben die Oakland Raiders die Verpflichtung Ealys für den aktiven Kader bekannt.

### XFL
2020 spielte er für die Houston Roughnecks in der XFL. Bevor die Liga wegen der COVID-19-Pandemie ihren Betrieb einstellen musste, gelangen ihm neun Tackles und ein halber Sack.

### CFL
Ende Februar 2021 wurde Ealy von den Toronto Argonauts unter Vertrag genommen.